# فروتنی فرهنگی
فروتنی فرهنگی توانایی حفظ موضع درونی فرد برای دیگرمحور بودن (یا بازبودن برای دیگران) در رابطه با جنبه‌های هویت فرهنگی است که برای شخص بسیار مهم هستند. فروتنی فرهنگی متفاوت از دیگر آرمان‌های مبتنی بر آموزش فرهنگی است زیرا آن متمرکز بر خود فروتنی به جای رسیدن به یک حالت دانش یا آگاهی است. فروتنی فرهنگی در زمینه مراقبت سلامت جسمی تشکیل شد و برای درمانگران و مددکاران اجتماعی برای افزایش کیفیت تعاملات مشتریان و اعضای جامعه انطباق داده شد.

## پس زمینه
برای درک فروتنی فرهنگی، فکر کردن در مور اینکه که چگونه فرهنگ در تعاملات دارای جایگاه مرکزی است مهم است. نویسندگان استانداردهای مناسب فرهنگی و زبانی (CLAS) در اهمیت فرهنگ توضیح می‌دهند که "فرهنگ تعریف می‌کند که چگونگه اطلاعات مراقبت‌های بهداشتی دریافت شده، چگونه حقوق و حمایت‌ها در آن بکار رفته، چه کسی درمانی برای مسئله تأمین می‌کند، و چه نوع درمانی باید ارائه شود. در مجموع، به این دلیل که مراقبت‌های سلامت ساختارهایی فرهنگی ناشی از باورها در مورد ماهیت بیماری و بدن انسان هستند، مسائل فرهنگی در واقع در عرضه خدمات درمانی و پیشگیرانه سلامت جایگاه مرکزی دارند. بنابراین کشف و ترکیب این    تفاوت‌ها کمک به پرورش یک محیط است که اجازه می‌دهد فروتنی فرهنگی رشد و شکل بگیرد.
فروتنی فرهنگی از زمینه‌های پزشکی برای آموزشگران پزشکی که به دنبال یک راه جدید به شکل‌دهی درک چند فرهنگی برای متخصصان مراقبت‌های سلامت جدید بودند متولد شد. آن را به عنوان یک جایگزین برای شایستگی فرهنگی، که دارای بسیاری از دلالت‌های ذهنی منفی است معرفی شد. صلاحیت فرض می‌کند که می‌توان یادگرفت یا به اندازه کافی مطمئن شد، که فرهنگ‌ها یکپارچه هستند و در واقع می‌تواند به یک درک کامل از یک فرهنگ که به آن تعلق وجود ندارد دست یافت. فروتنی فرهنگی همچنین می‌توانید با حساسیت‌های فرهنگی، که افراد را به ملاحظه فرهنگ تشویق می‌کند در ارتباط باشد. با این حال، حساسیت بر ضرورت یادگیری، انعکاس یا رشد تأکید نمی‌کند.
فروتنی فرهنگی شامل یک تعهد استوار به یادگیری و انعکاس، البته همچنین درک درستی از روابط قدرت و نقش خود در جامعه است. این مبنی بر ایده روابط سودمند بلوغ یافته به جای آموزش یک نفر یا کمک به دیگری از طریق تلاش برای به حداقل رساندن عدم توازن قدرت در روابط مشتری حرفه‌ای است. سه جزء اصلی به فروتنی فرهنگی وجود دارد: تعهد مادام العمر به خود ارزشیابی و خود نقدی، تثبیت عدم تعادل قدرت، و توسعه همکاری با افراد و گروه‌هایی که برای دیگران حمایت طلبی می‌کنند.

## تاریخچه
شایستگی فرهنگی یک ایدهای بود که برای اولین بار در حرفه مراقبت سلامت و درمان ارتقا یافت. شایستگی برنامه‌های آموزشی با هدف پیشگیری از تشخیص‌های اشتباه پزشکی و خطاهای ناشی از عدم درک فرهنگی است. با این حال، با افزایش تنوع در ایالات متحده همراه با آگاهی فرهنگی اضافه شده‌است، شایستگی خدمتی به همه نیازهای متخصصان پزشکی نبود. فروتنی فرهنگی یک واژه ابداع شده توسط Melanie Tervalon و Jann Murray-Garcia در سال ۱۹۹۸ است برای توصیف یک راه نفوذ چند فرهنگی به کار خود به عنوان متخصصان مراقبت‌های سلامت. جایگزینی برای ایده شایستگی فرهنگی، فروتنی فرهنگی بر اساس ایده تمرکز بر خود انعکاسی و یادگیری مادام العمر بود. Tervalon و Murray-Garcia معتقد بودند که متخصصان مراقبت‌های سلامت آموزش مناسبی یا آموزش از نظر چند فرهنگی و توسعه یک روش جدید برای نزدیک شدن به موضوع دریافت نکردند.
|          | فروتنی فرهنگی | شایستگی فرهنگی |
| -------- | --- | --- |
| اهداف    | به تشویق بازتاب شخصی و رشد در فرهنگ به منظور افزایش آگاهی ارائه دهندگان خدمات                                                                                                  | برای ساختن درک از فرهنگ‌های اقلیت برای ارائه خدمات بهتر و مناسب‌تر |
| ارزش‌ها   | - خودآزمایی - هم یادگیری | - دانش - آموزش |
| کاستی    | - به چالش کشیدن حرفه‌ای‌ها به درک ایده یادگیری با و از مشتریان - نتیجه بی پایان، برای کسانی که در زمینه دانشگاهی و پزشکی می‌توانید کشمکش کنند.                                    | - الزام به رعایت این ایده که شایستگی در یک فرهنگ نسبت به فرهنگ شخص می‌تواند وجود داشته باشد. - پشتیبانی از این اسطوره که فرهنگ یکپارچه می‌باشد. - بر اساس دانش آکادمیک به جای تجارب زندگی |
| نقاط قوت | - تشویق یادگیری مادام العمر نه با هدف پایان بلکه قدردانی از رشد و درک. - متخصصان و مشتریان را در روابط متقابل سودمند قرار می‌دهد و تلاش می‌کند تا دینامیک قدرت مخرب را کاهش دهد. | - اجازه به مردم جهت تلاش برای به دست آوردن یک هدف. - ارتقاء ایجاد مهارت. |